# Caledonispa sarasini
Caledonispa sarasini là một loài bọ cánh cứng trong họ Chrysomelidae. Loài này được Heller miêu tả khoa học năm 1916.